# Kiskörösfő
Kiskörösfő (szlovákul: Okružná, korábban Kerestvej) község Szlovákiában, az Eperjesi kerület Eperjesi járásában.

## Fekvése
Eperjestől 13 km-re északkeletre, a Szekcső-pataktól délre fekszik.

## Története
1359-ben „Keuresfeu” alakban említik először. A sebesi váruradalom része volt. 1427-ben 10 portája adózott. Lakói többnyire zsellérek voltak, akik erdei munkákkal, állatkereskedelemmel, fuvarozással foglalkoztak. 1787-ben 41 házában 248 lakos élt.
A 18. század végén Vályi András így ír róla: „KŐRÖSFŐ. Keresztyej. Orosz falu Sáros Várm. földes Ura G. Haller Uraság, lakosai külömbfélék, fekszik Bertóldhoz 1 mértföldnyire, határja hegyes, és középszerű, legelője elég, erdeje is van, piatzozása közel.”
1828-ban 76 háza volt 587 lakossal.
Fényes Elek 1851-ben kiadott geográfiai szótárában így ír a faluról: „Körösfő, Kerestweg, Sáros v. orosz falu, A. Sebeshez keletre 3/4 mfld: 10 romai, 509 g. kath., 68 zsidó lak. Gör. kath. anyaszentegyház. Nagy erdő. F. u. gr. Haller. Ut. p. Eperjes.”
A 19. század végén sok lakója kivándorolt az országból. 1920 előtt Sáros vármegye Eperjesi járásához tartozott.

## Népessége
| Év:            | 1994. | 2004.    | 2014.   | 2024.    |
| -------------- | ----- | -------- | ------- | -------- |
| Emberek száma: | 390   | 443      | 479     | 541      |
| Eltérés:       |       | +13,58 % | +8,12 % | +12,94 % |

| Év:            | 2023. | 2024.   |
| -------------- | ----- | ------- |
| Emberek száma: | 530   | 541     |
| Eltérés:       |       | +2,07 % |

1910-ben 279, túlnyomórészt szlovák lakosa volt.
2001-ben 443 lakosából 442 szlovák volt.
2011-ben 462 lakosából 453 szlovák.

## Neves személyek
- Itt született 1951-ben Milka Zimková szlovák író, filmrendező, és színésznő.

## Nevezetességei
- A Segítő Szűzanya tiszteletére szentelt görögkatolikus temploma 1788-ban épült.